# Аерофіти
Аерофіти (від грец. Ἀήρ «повітря» + φυτόν «рослина») — у вузькому значенні: категорія рослин, у яких всі органи знаходяться в повітряному середовищі і отримують вологу і необхідні для життєдіяльності живильні речовини з повітря.
До аерофітів зокрема належать
- Епіфіти
- Епіфіли